# Eimear Quinn
Eimear Quinn (f. 1972 i Dublin) er en irsk musiker fra fra Dublin.
Som fire-årig blev hun for første gang medlem af et kor. Hun begyndte for første gang som femten-årig at modtage sangundervisning på The College of Music i Dublin.
I 1995 blev hun en del af det keltiske kammerkor Anúna, hvor hun hurtigt blev solist og udgav 2 plader med dem. Da hun sang i Anúna blev hun opdaget af sangskriveren Brendan Graham. Han fik hende til at synge sin "The Voice", som hun stillede op med i Eurovision Song Contest i 1996 og vandt med 162 point i Oslo. 
Efterhånden fik hun mere og mere opmærksomhed. Efter årtusindeskiftet fik Sir George Martin sat hende sammen med den berømte pianist Sarah Class, der havde skrevet musik til mange store britiske og amerikanske tv-shows.
I 2006 udkom et nyt album med Eimear Quinn for at fejre hendes Eurovisionsejrs 10-års fødselsdag.